# Цц
Цц, цц – dwuznak cyrylicy.

## Zastosowanie
Dwuznak Цц występuje w języku lakijskim. Dwuznak ten oznacza bliźniaczy dźwięk [t͡s], czyli spółgłoskę zwarto-szczelinowo dziąsłowo bezdźwięczną.

## Kodowanie
| Forma     | Wygląd | Części składowe | Części składowe |
| --------- | ------ | --------------- | --------------- |
| majuskuła | Цц     | U+0426 Ц        | U+0446 ц        |
| minuskuła | цц     | U+0446 ц        | U+0446 ц        |